# Heteronychus lusingae
Heteronychus lusingae är en skalbaggsart som beskrevs av S. Endrödi 1974. Heteronychus lusingae ingår i släktet Heteronychus och familjen Dynastidae. Inga underarter finns listade i Catalogue of Life.